# Vladimir Steinheil
Pour les articles homonymes, voir Steinheil.
Vladimir Ivanovitch Steinheil (parfois Vladimir Steingel) (en russe : Владимир Иванович Штейнгейль), né le 13 avril 1783 à Obvinsk (en) dans le gouvernement de Perm et mort le 20 septembre 1862 à Saint-Pétersbourg, est un officier russe, un des décembristes. 

## Biographie
Il est le fils du baron Johann Gottfried von Steinheil, maire d'Obvinsk, au service de la Russie depuis 1772 et est ainsi issu de la famille noble de Brandebourg-Bayreuth des Steinheil. Sa mère, Varvara Markovna Rasumova est la fille d'un marchand russe. La famille déménage au Kamtchatka et vit à Irkoutsk dès 1790.
Vladimir Steinheil est baptisé dans l'Église orthodoxe et ne comprend pas l'allemand. De 1792 à 1799, il fréquente l'Académie des cadets de la marine de Saint-Pétersbourg puis sert comme Mitschman (de) dans la flotte de la Baltique puis, en 1802, en mer d'Okhotsk et en 1806 dans les eaux autour d'Irkoutsk. Lors de ce dernier service, il est promu lieutenant en 1807.
En 1809, il se rend en Transbaïkalie où il épouse à Kiakhta, Pelageia Petrovna Vonifateva, la fille du directeur des douanes de la ville. La même année, il retourne dans la flotte de la Baltique, mais est rappelé à Irkoutsk en 1810 et promu lieutenant-capitaine. En 1811, il explore le bassin de l'Amour. En 1812, il se rend à Saint-Pétersbourg et participe à la campagne de Russie en 1813-1814. En septembre 1814, il devient adjudant du gouverneur général de Moscou Alexander Tormasov. Le 30 août 1816, il est nommé colonel mais démissionne le 4 décembre 1819. Dès lors, en tant que civil, il est fonctionnaire dans plusieurs administrations municipales – dans le gouvernement de Toula, à Astrakhan et à Moscou. À partir de l'automne 1821, il travaille pour le fournisseur militaire Wassili Wargin.
Membre de la Ligue décembriste du Nord, Vladimir Steinheil participe activement aux préparatifs du soulèvement des officiers de 1822 à 1825. Il est considéré comme l'un des auteurs du manifeste au peuple russe et de l' appel aux forces armées. Lors de l'insurrection du 14 décembre 1825, il apparaît à quelques reprises sur la place du Sénat de Saint-Pétersbourg. Le 20 décembre, il se rend à Moscou, y est arrêté le 2 janvier 1826 et emprisonné le 6 janvier dans la forteresse Pierre-et-Paul de Saint-Pétersbourg. Le 10 juillet, il est condamné à vingt ans de travaux forcés et est envoyé à Finnenbourg le 25 juillet. La peine est réduite à quinze ans le 22 août. Le 17 juin 1827, il est envoyé en Sibérie et atteint l'Ostrog de Tchita le 15 août 1830 et Katorga le 23 septembre 1830. Là, le 8 novembre 1832, sa peine de prison est réduite à dix ans. Le décret du 14 décembre 1835 met fin à son incarcération. Il est alors installé de force dans le village de Yelan dans le Raïon de Tschunski (ru). Le 25 décembre 1836, Benckendorff accepte sa demande de déménager à Ichim. Il quitte Yelan le 14 février 1837 et rejoint Ichim le 11 mars. Le 20 janvier 1840, il est autorisé à se rendre à Tobolsk qu'il atteint le 7 mars. 
À partir de 1843, il demeure à Tara comme indésirable à Tobolsk, mais est autorisé à revenir au début de 1852. Il publie en 1843 sous le nom d'un de ses amis, Tcherniakobski, une Description statistique du district d'Ichim. Après l'amnistie du 26 août 1856, l'exil prend fin. Vladimir Steinheil quitte Tobolsk le 29 septembre et, à partir du 25 octobre, vit de nouveau en Russie européenne, à Tver. Le 3 novembre, il atteint Kolpino. Il quitte la ville le 27 novembre et s'installe chez son fils Vyacheslav, inspecteur au lycée Alexandrovsky à Saint-Pétersbourg. À partir du 12 décembre 1858, il n'y est plus surveillé par les services secrets. À partir du 5 mars 1859, il est autorisé à porter de nouveau ses médailles.
Il est enterré au cimetière d'Ochta à Saint-Pétersbourg.

## Publications
Steinheil est connu dans la littérature russe par divers articles publiés sous le pseudonyme de Tridetchny.
- 1834 : Alexandre Herzen (dir.), Сибирские сатрапы oder Записки о Сибири В. И. Штейнгейля (Notes de Steinheil sur la Sibérie)
- 1985 : Ostsibirischer Buchverlag Irkutsk (Écrits et lettres de Steinheil)

## Récompenses et distinction
- Ordre de Saint-Vladimir, 3e et 4e classe
- Ordre de Sainte-Anne